# Tokyo Skytree

Tokyo Skytree - Silhouet en horizontale doorsneden.

De Tokyo Skytree (東京スカイツリー, Tōkyō Sukaitsurī) is een 634 meter hoge televisietoren in Sumida, Tokio, Japan en tevens het hoogste bouwwerk van Japan. De toren is een ontwerp van het architectenbureau Nikken Sekkei. Vanop de toren worden de signalen van digitale televisie-uitzendingen gedistribueerd. De oudere Tokiotoren was met haar 333 meter niet hoog genoeg om tussen de steeds hoger wordende gebouwen in met name Centraal Tokio voldoende dekking te verkrijgen. De Tokyo Skytree is verreweg het hoogste bouwwerk in Tokio, waardoor de omringende bebouwing veel minder invloed heeft.

## Projectgeschiedenis
Eind 2003 lanceerde een vijf commerciële televisie omroepen en de publieke omroep NHK, het plan voor de bouw van een nieuwe 600 meter hoge toren ten behoeve van digitale etheruitzendingen. De Japanse overheid had besloten om per medio 2011 alle analoge etheruitzendingen te beëindigen en over te stappen op digitale uitzendingen. Verder had de reeds bestaande televisietoren, de Tokiotoren, hinder als gevolg van de almaar hogere gebouwen die in Tokio werden gebouwd.
In totaal werden 15 mogelijke locaties voorgedragen voor de nieuwe toren. In maart 2005 wordt het voorstel van de Tobu Spoorwegmaatschappij, dat uitgaat van de herontwikkeling van een binnenstedelijk spoorwegemplacement in Sumida, waarbij de nieuwe toren als letterlijk en figuurlijk hoogtepunt van het project dient, uitgekozen als meest geschikt voorstel. Aan de voet van de Tokyo Skytree is een multifunctioneel complex ontwikkeld met onder meer kantoren, winkels en onderwijsinstellingen.

## Ontwerp
De toren werd ontworpen door het Japans architectenbureau Nikken Sekkei. De toren bestaat uit een open stalen constructie met in het hart daarvan een ronde kern van gewapend beton waaraan op 350 meter hoogte een eerste observatieplatform is bevestigd met onder andere een restaurant en een café. Op 450 meter hoogte is een tweede observatieplatform. De bovenste ca. 150 meter bestaat uit de digitale tv-antenne. Aan de voet van de toren heeft de plattegrond de vorm van een gelijkzijdige driehoek, welke langzaam overgaat in een cirkelvorm naarmate de hoogte toeneemt, totdat de toren vanaf ongeveer 350 meter volledig cirkelvormig is.

## Naamgeving
Oorspronkelijk werd de nieuwe toren eenvoudigweg New Tokyo Tower genoemd in referentie aan de bestaande Tokiotoren. In 2007 werd besloten een wedstrijd uit te schrijven voor een nieuwe naam. Tussen 26 oktober en 25 november 2007 werd een eerste ronde gehouden, waarin voorstellen voor een nieuwe naam kon worden ingediend. Uit de meer dan 18.000 binnengekomen ideeën werden door de jury zes voorstellen geselecteerd, waarop in de tweede ronde door het publiek gestemd kon worden. Tussen 1 april en 30 mei 2008 kwamen ruim 110.000 stemmen binnen, waarna op 10 juni 2010 de winnaar werd bekendgemaakt: Tokyo Skytree.
Tokyo Skytree is de originele naam voor de toren en niet de Engelse vertaling ervan. In het Japans wordt de naam geschreven met de Katakana スカイツリー(Sukai Tsurī), wat een klanknabootsing is van het Engelse Skytree.

## Constructie
Op 29 maart 2010 werd op de in aanbouw zijnde toren een 10 meter hoog liftschachtelement geplaatst, waardoor de totale hoogte van de constructie een sprong maakte van 328m naar 338m. De Tokyo Skytree werd hiermee het hoogste bouwwerk in Japan. De 333 meter hoge Tokiotoren had hiervoor 52 jaar lang deze titel gedragen.
Op 18 maart 2011 werd het hoogste punt van de constructie bereikt, 634 meter hoog en is dan de op een na hoogste constructie ter wereld, na de Burj Khalifa.

## Tijdschema
- 14 juli 2008: de bouw start met de uitvoering van een ceremonie.[8]
- 6 april 2009: het eerste bovengrondse element wordt op de fundering geplaatst[9]
- 16 oktober 2009: de beoogde hoogte wordt bijgesteld van 610 naar 634 meter om de hoogste zelfdragende stalen toren ter wereld te maken.[10]
- 16 februari 2010: 300 meter-punt bereikt.[11]
- 29 maart 2010: De Tokyo Skytree wordt het hoogste bouwwerk van Japan. Met het plaatsen van een 10m hoog bouwdeel is de toren nu 338m hoog, waarmee zij de vorige recordhouder Tokiotoren (333m) is voorbij gestreefd.[1]
- 30 juli 2010: 400 meter-punt is overschreden.[12]
- 18 maart 2011: Hoogste punt bereikt (634 meter).[3]
- december 2011: Ruwbouw van het volledige complex gereed.[3]

- 22 mei 2012: Officiële opening.

## Galerij/uitzicht

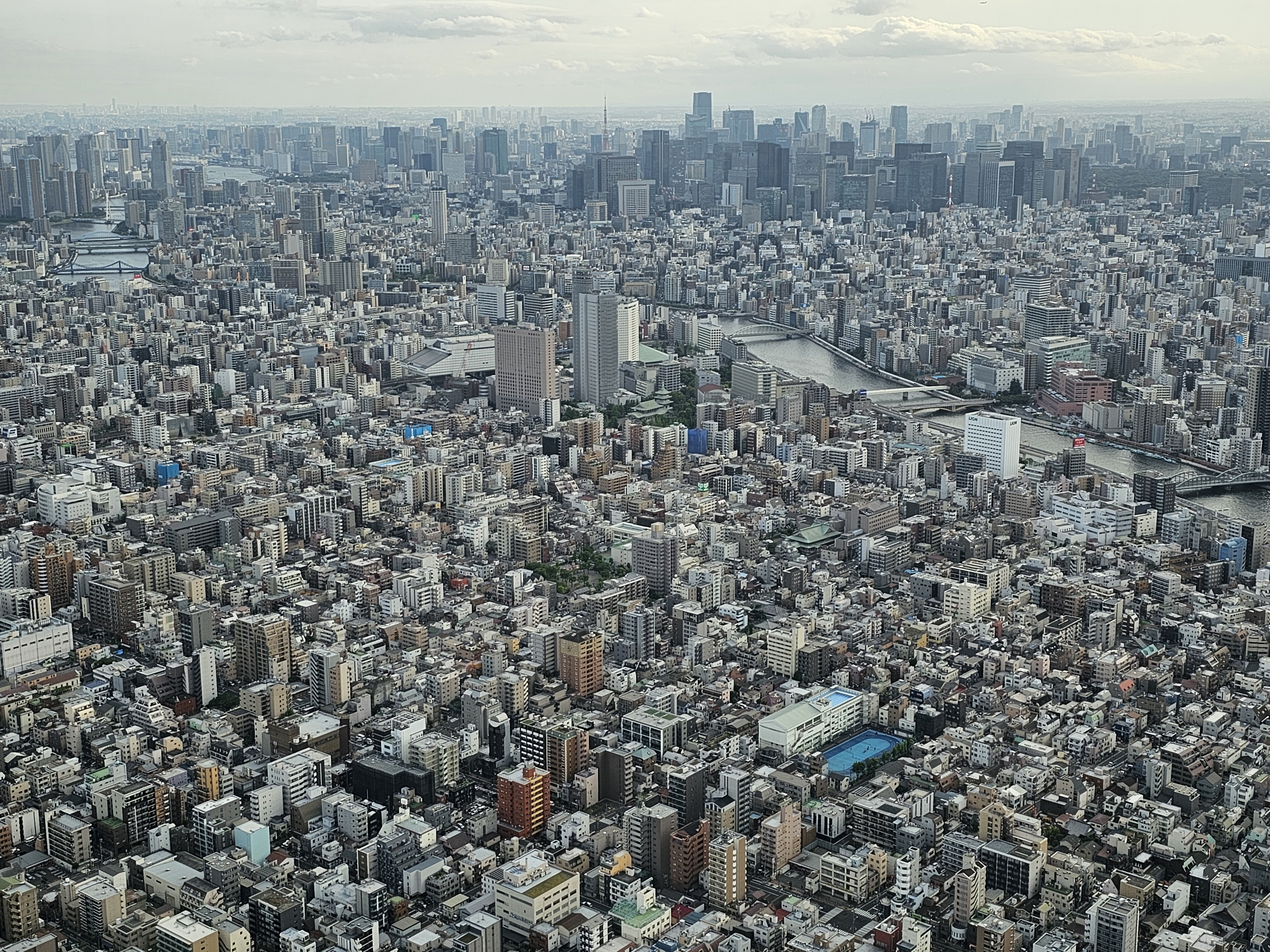
Skytree Tokyo, uitzicht richting zuidwesten vanaf het tweede observatieplatform
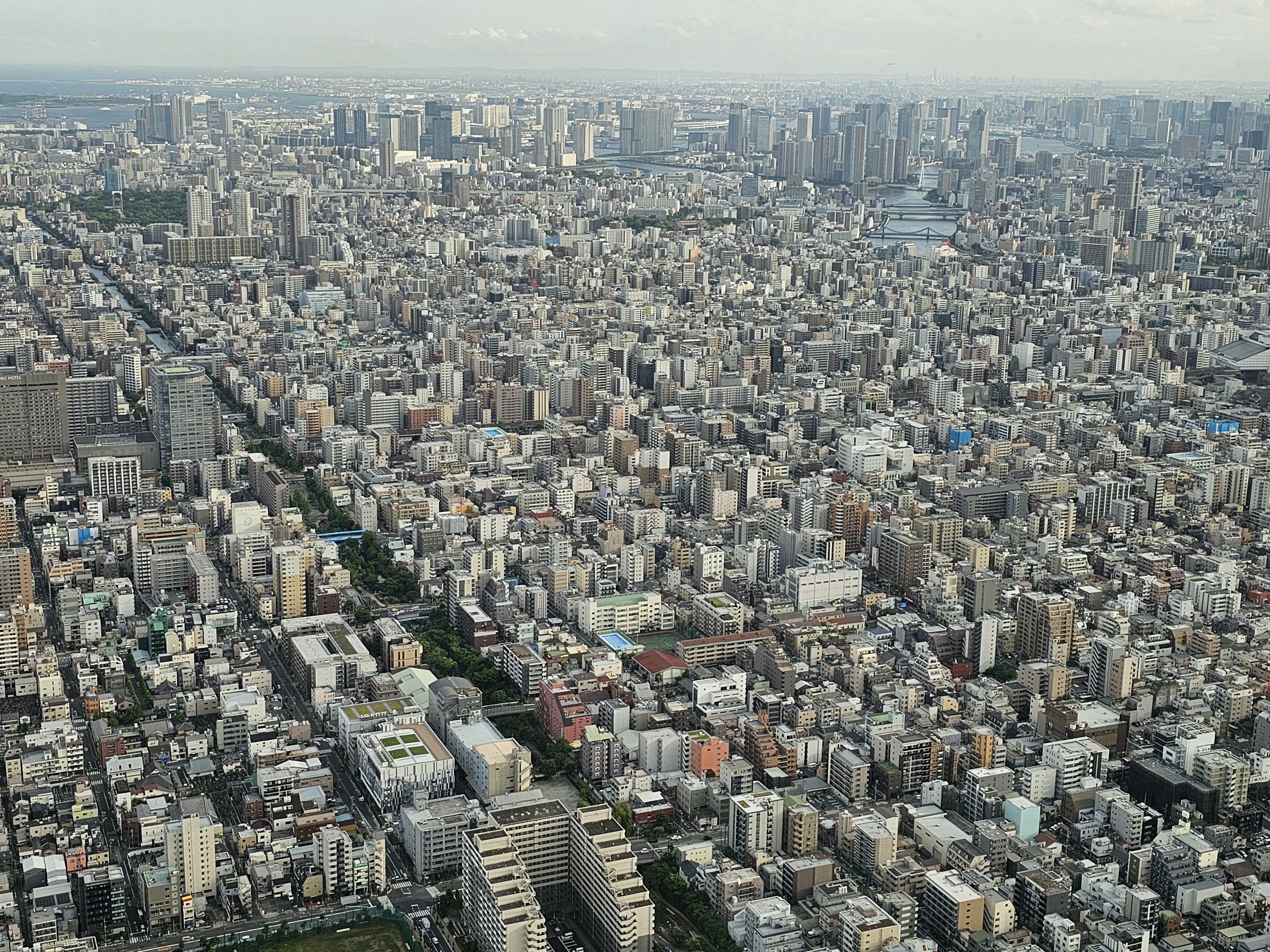
Skytree Tokyo, uitzicht vanaf het tweede observatieplatform (450m)
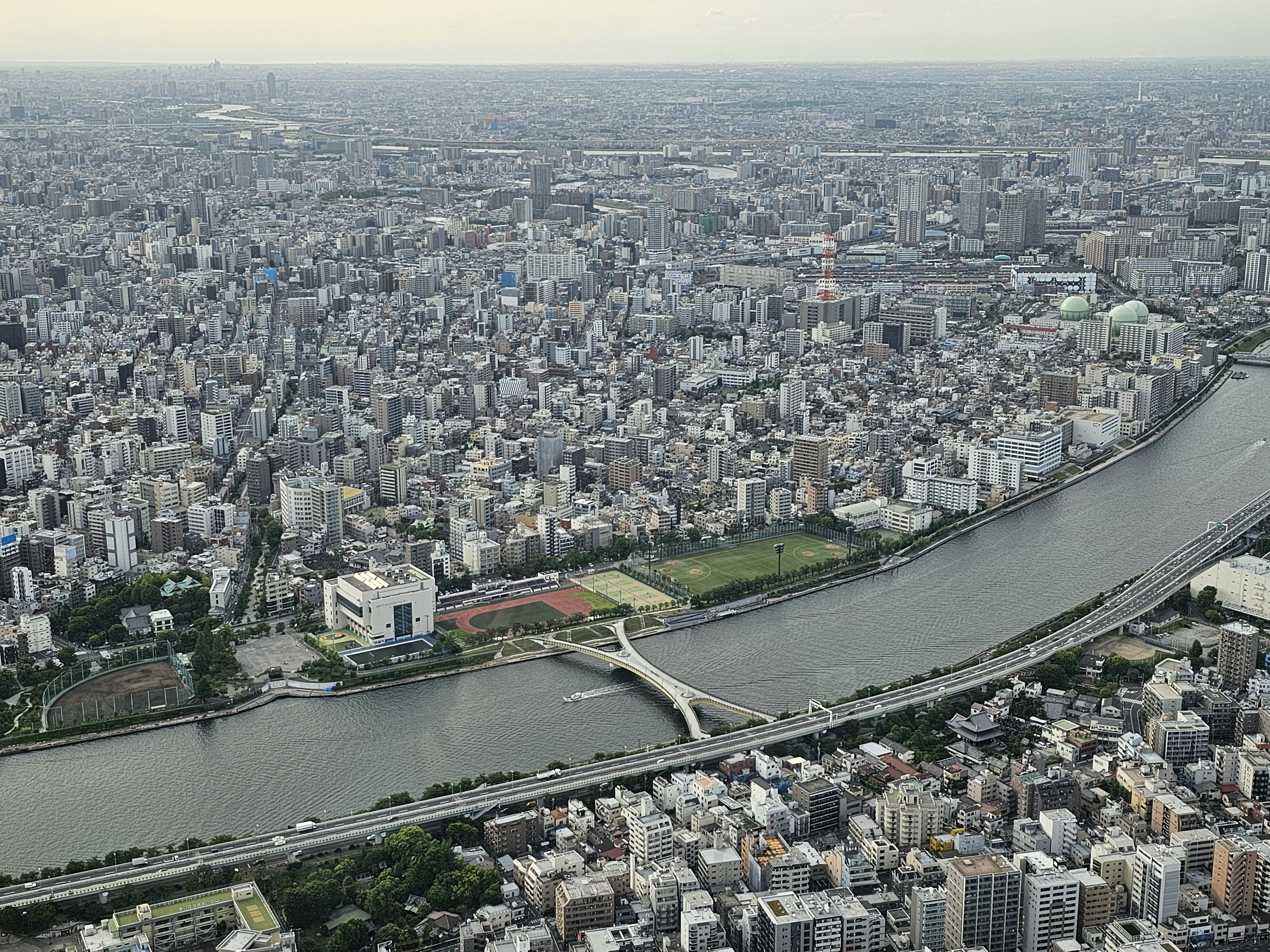
Skytree Tokyo, uitzicht vanaf het tweede observatieplatform (450m)
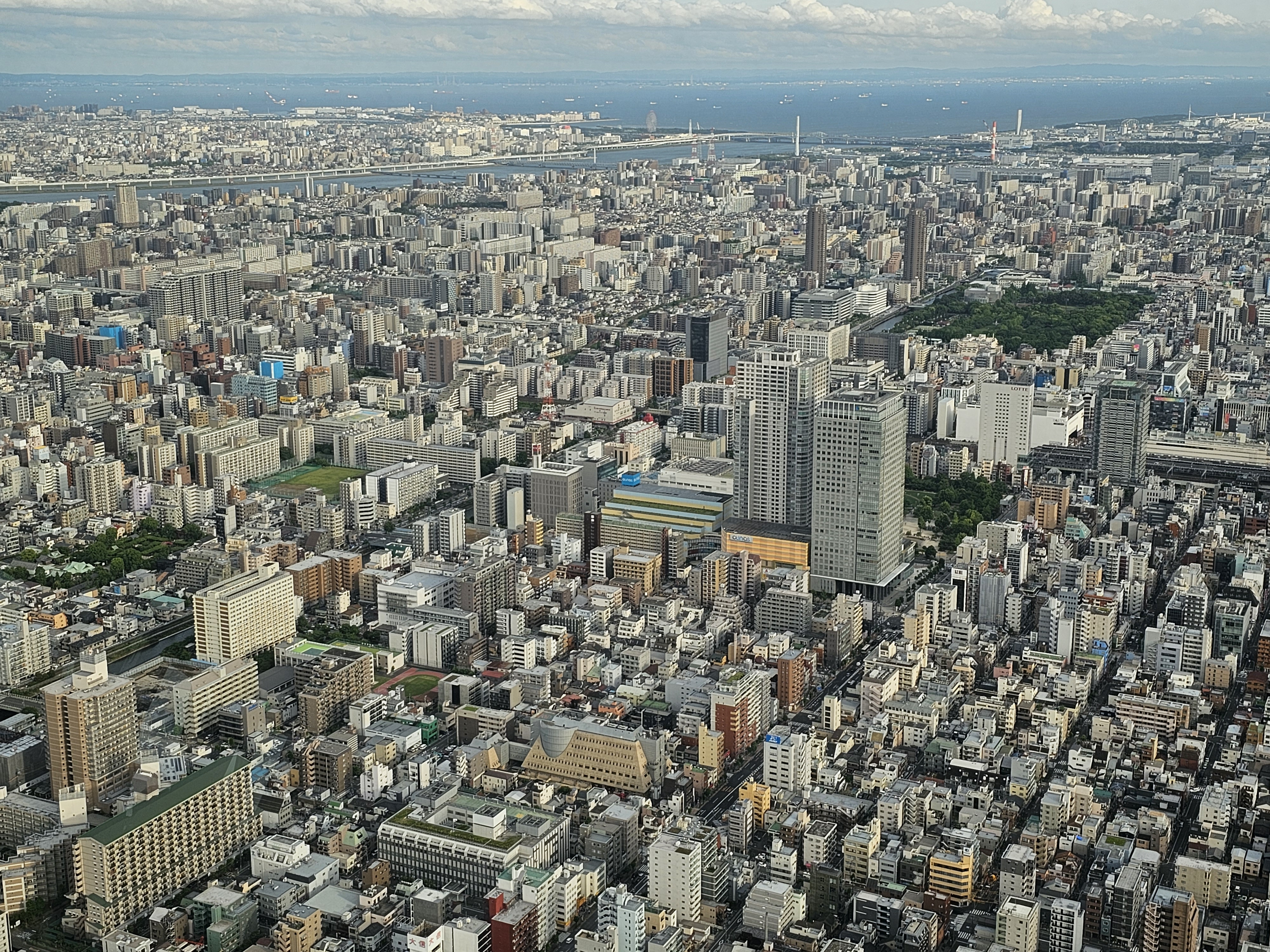
Skytree Tokyo, uitzicht vanaf het eerste observatieplatform (350m)

## Galerij/verlichting

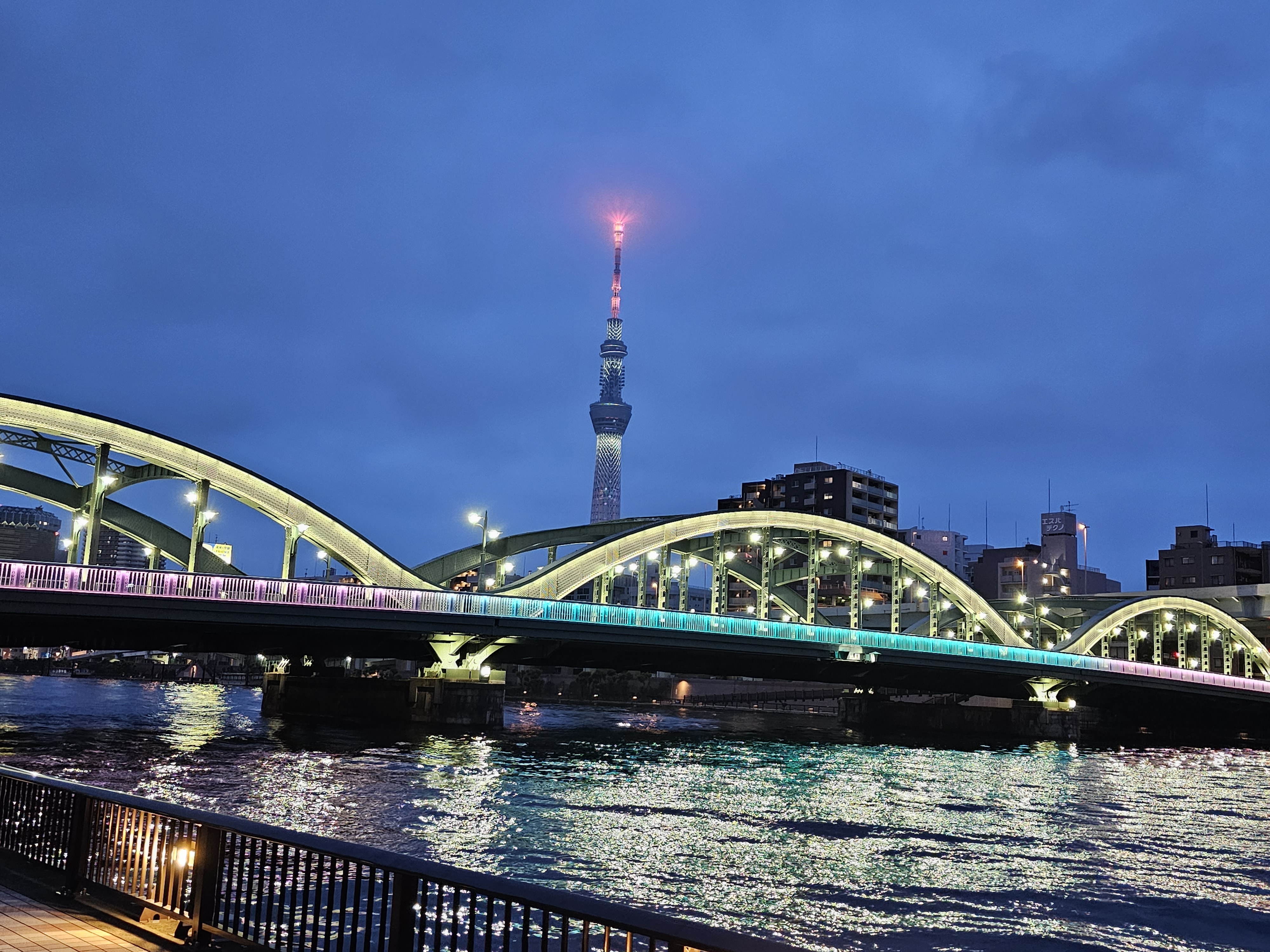
Tokyo Skytree, verlichting (1)
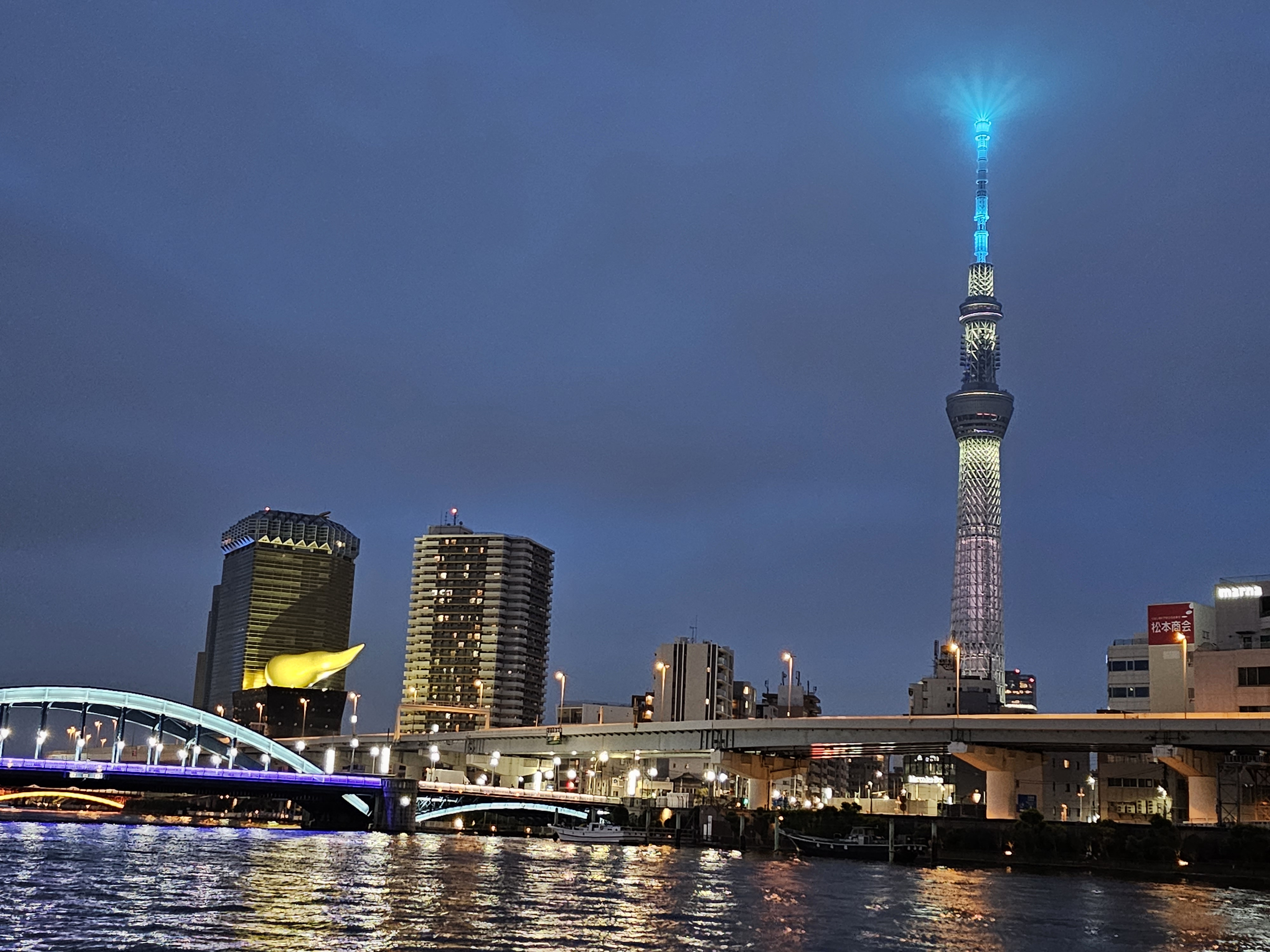
Tokyo Skytree, verlichting (2)
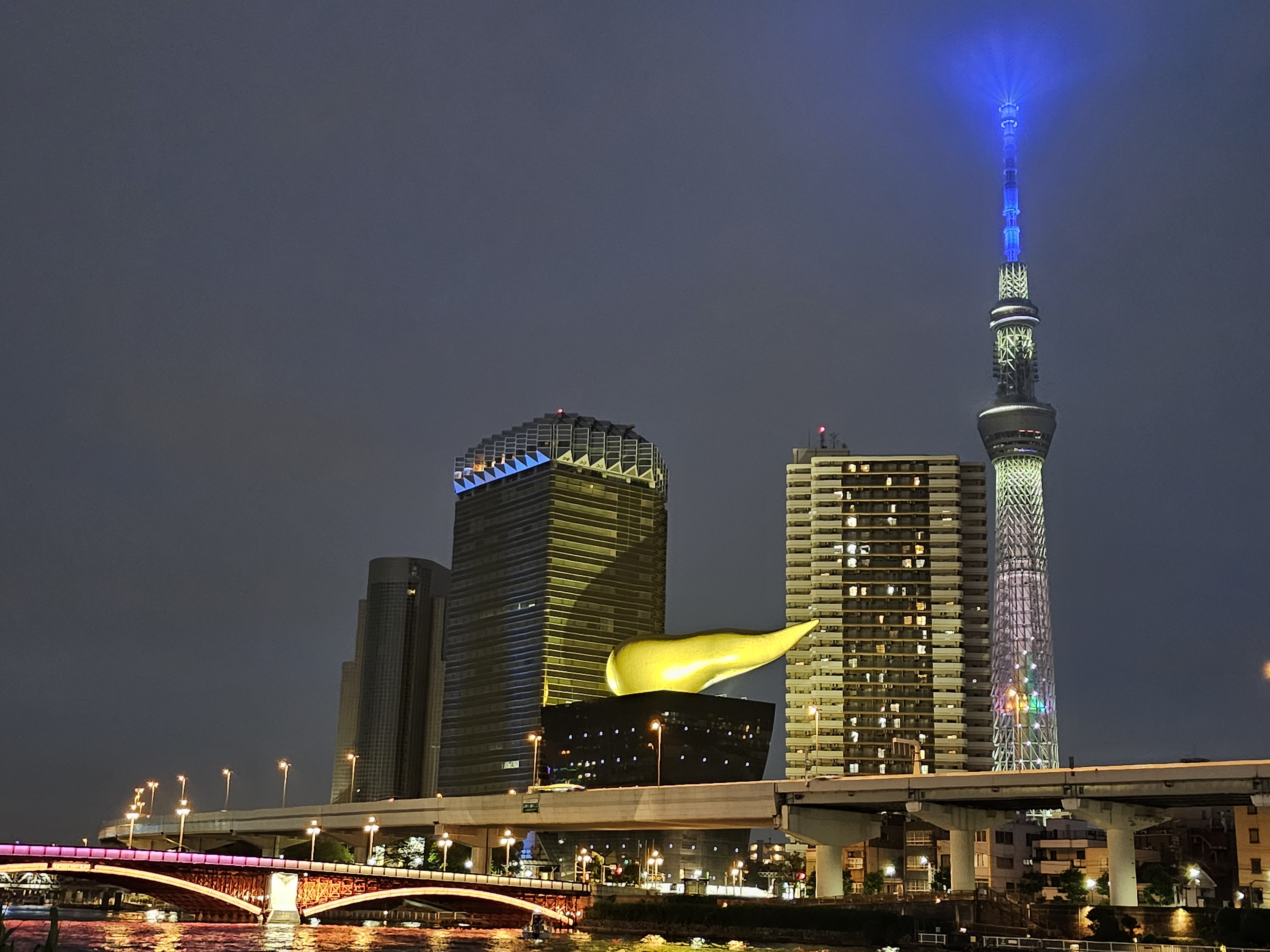
Tokyo Skytree, verlichting (3)
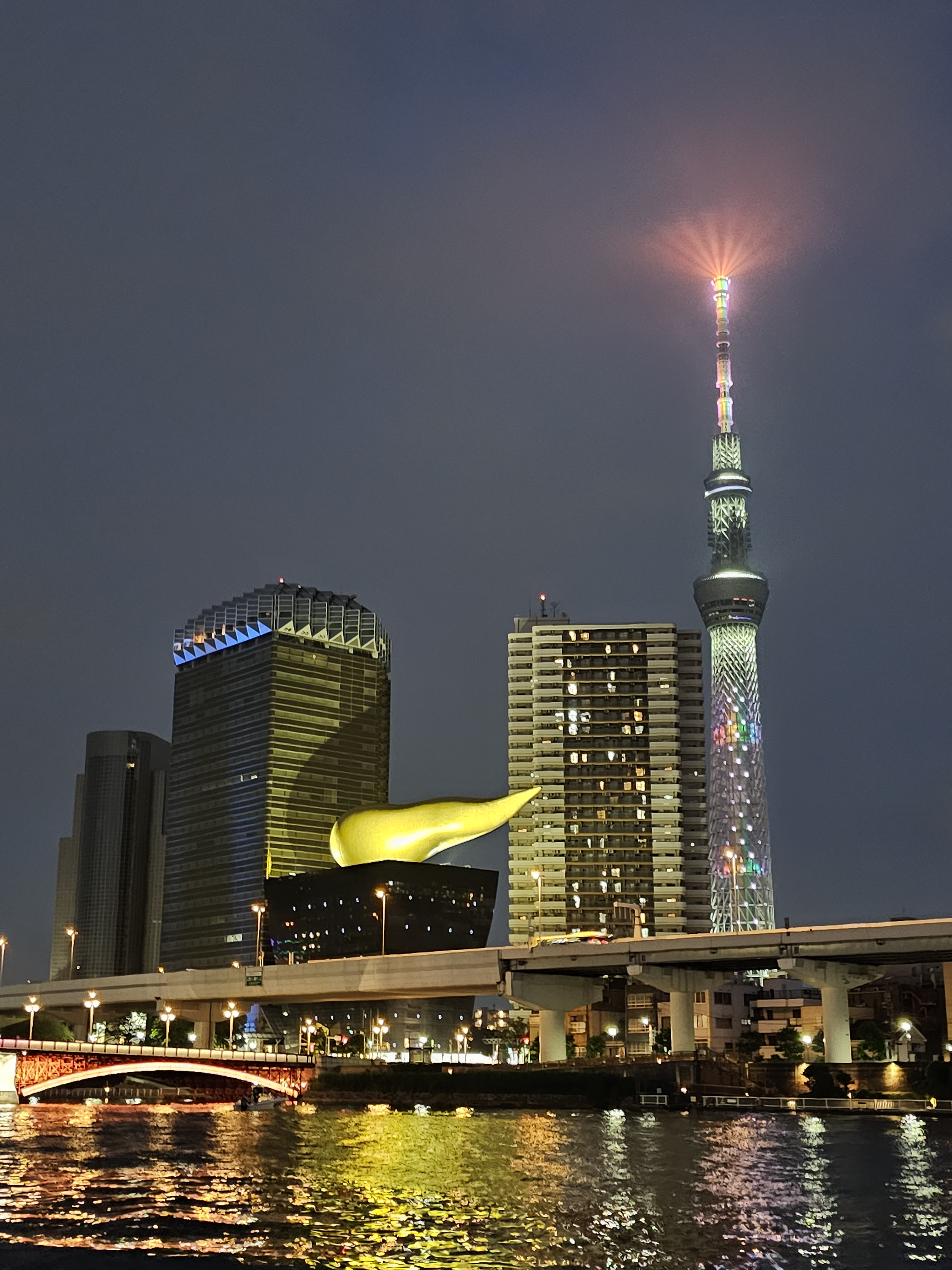
Tokyo Skytree, verlichting (4)
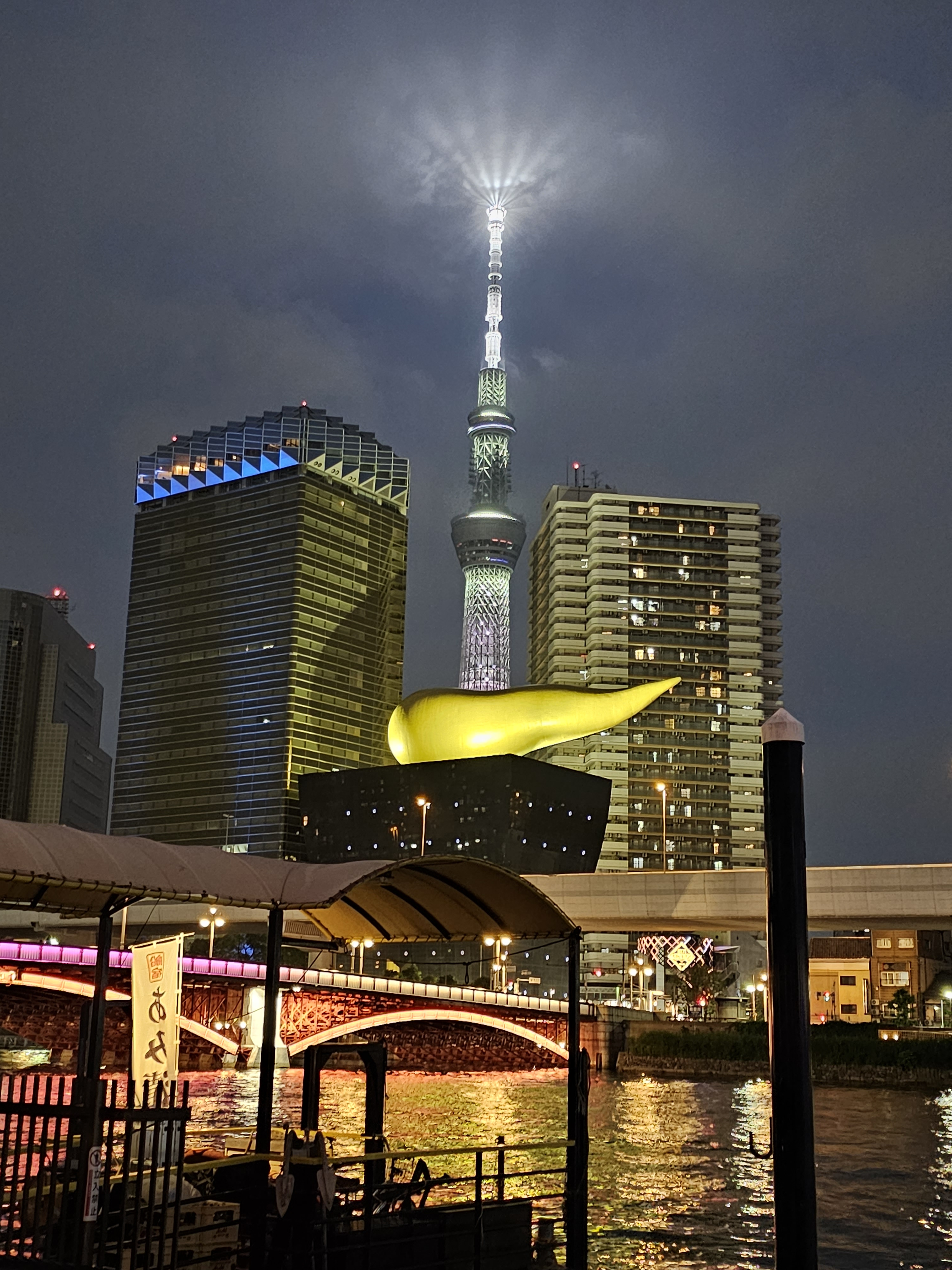
Tokyo Skytree, verlichting (5)